# Rokugen Alice
Rokugen Alice (六弦アリス Rokugen Arisu) ist ein Dōjin-Musikzirkel bestehend aus Sängerin Anna Sakurai und dem Keyboarder Rokugen Asuke, der seit dem Jahr 2006 besteht. Die Musik des Zirkels lässt sich in der Musikrichtung Symphonic Metal verorten.
Das Projekt hat zahlreiche Musikstücke für Videospiele und Anime-Produktionen geschrieben. Ihr 2015 veröffentlichtes Album Secret Twilight Theater erreichte eine Notierung in den japanischen Musikcharts.

## Geschichte
Der Musikzirkel wurde im Jahr 2006 gegründet und besteht aus der Sängerin Anna Sakurai und dem Keyboarder Rokugen Asuke. Zu Beginn ihres musikalischen Schaffens coverte das Musikprojekt ausschließlich Stücke aus der Touhou-Spielereihe. Mit der Zeit begannen die beiden mit dem Verfassen eigener Musikstücke.
Seit der Gründung im Jahr 2006 hat die Gruppe zahlreiche Alben veröffentlicht. Teilweise erschienen mehrere Alben im gleichen Jahr. So entstanden bis 2019 insgesamt 30 Alben, sieben EPs und zwei Kompilationen. Das im Jahr 2015 veröffentlichte Album, Secret Twilight Theater, erreichte eine Notierung in den japanischen Albumcharts, wo es auf Platz 138 einstieg. Das Projekt produzierte mehrere Stücke für Anime- und Videospiel-Produktionen, wie etwa für das Erotikspiel Taimanin Yukikaze aus der Taimanin-Asagi-Spielereihe, Touhou oder Super Seisyun Brothers.

## Diskografie
- 2006: Fantasia
- 2007: Fantasia ~2nd Sign~ Runatikku Ravu
- 2007: Enjeruhairō
- 2007: Alice in the Necrosis
- 2008: Kubitsuri no oka (EP)
- 2008: Hi no rōrerai Code D
- 2008: Hi no rōrerai Code Я
- 2008: Guren no shōjo ~ sono na o yobu wa, shinigami nari ~
- 2009: Omen of Seven
- 2009: Shinkō shūkyō Manka
- 2009: Kotsutōten Mystique
- 2010: Madamu vu~aioretto
- 2010: Dokusai-sha nosusume
- 2010: Harajuku roriwitakinema
- 2010: Musō enbu tsuki no Satoru -Fairy Tale of Fantastic Children-
- 2011: Musō enbu tsuki no Satoru -Fairy Tale for Cherry Blossoms-
- 2011: Ino Mori, yumejūya. - Hito toshite -
- 2011: Ino Mori, yumejūya. - Rin toshite -
- 2012: Rokugen Alice Best (Kompilation)
- 2013: Fushiginokuni no Oto Tetsu Mayakashi-hen
- 2013: Fushiginokuni no Oto Tetsu Yumegatari-hen - senken - (EP)
- 2014: Fushiginokuni no Oto Tetsu Yumegatari-hen
- 2014: Fushiginokuni no Oto Tetsu Aku no me same (EP)
- 2015: Fushiginokuni no Oto Tetsu Tasogare to eien (EP)
- 2015: Secret Twilight Theater
- 2016: Zen'ei uta gekidan idea-za ~ hitogoroshi vu~irejji ~
- 2016: Zen'ei uta gekidan idea-za ~ hitogoroshi vu~irejji ~ side:idea
- 2016: Zen'ei uta gekidan idea-za ~ hitogoroshi vu~irejji ~ side:awake
- 2017: Allegory
- 2017: Rokugen Alice Best2 (Kompilation)
- 2017: Psylent Majority ~Idea-za no yoru~
- 2017: Psylent Majority ~Kassai no mādā~
- 2018: Blood of Sorrow (EP)
- 2018: Tears & Epics (EP)
- 2018: Virtue & Vice (EP)
- 2018: Philosophy of Yggdrasil
- 2018: Nights of Light
- 2018: Rein
- 2019: Hana to monokurōmu